# Jessie Reyez
Jessica Reyez (* 12. Juni 1991 in Toronto) ist eine kanadische Singer-Songwriterin. Ihre 2016 erschienene Single Figures erreichte 2018 in Kanada Platz 19 der Charts und wurde dort mit 3-fach-Platin ausgezeichnet.

## Leben und Wirken
Reyez lernte als Tochter kolumbianischer Einwanderer von ihrem Vater Gitarre spielen. Kurzzeitig übersiedelte sie mit ihren Eltern nach Florida, nachdem diese nach langem Warten ein Visum erhalten hatten. Sie jobbte als Barkeeperin, zog jedoch nach einiger Zeit wieder zurück nach Toronto, um sich ernsthaft mit Musik zu beschäftigen.
Durch ein Bildungsprogramm für einkommensschwache Studenten lernte sie den in Chicago lebenden Hip-Hop-Künstler King Louie kennen, der sie zur Mitarbeit einlud. Dieser entsprang 2014 der gemeinsame Titel Living in the Sky und machte Jessie Reyez so bekannt, dass weitere Künstler ihr Songwriting und ihre Stimme nutzten.
Zu ihrem ersten eigenen und 2016 gleich sehr erfolgreichem Titel Figures erschien 2017 die Extended Play Kiddo mit sieben Titeln und führte zu mehreren Nominierungen bei den Juno Awards 2018, wovon sie den als „Breakthrough Artist“ gewann. Die 2018er-EP Being Human in Public gewann bei den Juno Awards 2019 die „R&B/Soul-Aufnahme des Jahres“ und wurde 2020 bei den Grammy Awards für das beste zeitgenössische Album Torontos nominiert.
Die Zusammenarbeit mit dem US-Star Eminem bei seinem Album Kamikaze, laut Tagesspiegel „der einzige Lichtblick“ dort, machte sie 2018 weltweit bekannt und führte unter anderem in die deutschsprachigen Charts.
Im März 2020 erschien schließlich ihr vielbeachtetes Debütalbum Before Love Came to Kill Us. Es notierte in Europa in den französischen Charts auf Platz 198.
Als wichtigstes Vorbild nannte sie Amy Winehouse.

## Diskografie

### Studioalben
- 2020: Before Love Came to Kill Us (CA: Gold)
- 2022: Yessie
- 2025: Paid in Memories

### EPs
- 2017: Kiddo
- 2018: Being Human in Public

### Singles
- 2016: Figures (US: ×2Doppelplatin )
- 2017: Shutter Island
- 2017: Gatekeeper
- 2017: Great One
- 2017: Phone Calls
- 2017: Cotton Candy
- 2018: Figures, a Reprise (feat. Daniel Caesar)
- 2018: Body Count
- 2018: Apple Juice
- 2018: Sola
- 2018: F*** Being Friends
- 2018: Dear Yessie
- 2018: Imported (feat. 6lack, US: ×2Doppelplatin )
- 2019: Feels like Home (mit Bea Miller)
- 2019: Feel It Too (mit Tainy & Tory Lanez)
- 2019: Ocean (Remix) (mit Karol G)
- 2019: Far Away
- 2019: Honesty (Remix) (mit Pink Sweats)
- 2019: Crazy
- 2020: Love in the Dark
- 2020: Intruders
- 2020: Before Love Came to Kill Us
- 2020: Lo Intenté Todo (mit Reik)

## Auszeichnungen für Musikverkäufe
| Goldene Schallplatte - Australien - 2023: für die Single Rush - 2023: für die Single Imported - 2024: für die Single I’m Not Here to Make Friends - 2024: für das Lied Good Guy - Frankreich - 2024: für die Single Figures - Kanada - 2020: für das Album Kiddo - 2020: für die Single Great One - 2020: für die Single Shutter Island - Neuseeland - 2019: für die Single Figures - Vereinigtes Königreich - 2024: für die Single Rush | Platin-Schallplatte - Kanada - 2020: für die Single Imported - Mexiko - 2024: für die Single Lo Intenté Todo 2× Platin-Schallplatte - Brasilien - 2025: für die Single I’m Not Here to Make Friends 9× Goldene Schallplatte - Mexiko - 2021: für die Single Ocean (Remix) 2× Diamantene Schallplatte - Mexiko - 2021: für die Single Ocean (Remix) |

Anmerkung: Auszeichnungen in Ländern aus den Charttabellen bzw. Chartboxen sind in ebendiesen zu finden.
| Land/RegionAuszeichnungen für Musikverkäufe (Land/Region, Auszeichnungen, Verkäufe, Quellen) | Gold       | Platin       | Diamant     | Verkäufe  | Quellen             |
| -------------------------------------------------------------------------------------------- | ---------- | ------------ | ----------- | --------- | ------------------- |
| Australien (ARIA)                                                                            | 4× Gold4   | —            | —           | 140.000   | aria.com.au         |
| Brasilien (PMB)                                                                              | —          | 2× Platin2   | —           | 80.000    | pro-musicabr.org.br |
| Frankreich (SNEP)                                                                            | Gold1      | —            | —           | 100.000   | snepmusique.com     |
| Kanada (MC)                                                                                  | 5× Gold5   | 4× Platin4   | —           | 520.000   | musiccanada.com     |
| Mexiko (AMPROFON)                                                                            | Gold1      | 5× Platin5   | 2× Diamant2 | 2.090.000 | amprofon.com.mx     |
| Neuseeland (RMNZ)                                                                            | Gold1      | —            | —           | 15.000    | radioscope.co.nz    |
| Vereinigte Staaten (RIAA)                                                                    | 2× Gold2   | 4× Platin4   | —           | 5.000.000 | riaa.com            |
| Vereinigtes Königreich (BPI)                                                                 | Gold1      | —            | —           | 400.000   | bpi.co.uk           |
| Insgesamt                                                                                    | 15× Gold15 | 15× Platin15 | 2× Diamant2 |           |                     |